# En god människa
En god människa (originaltitel: How to Be Good) är en roman från 2001 av Nick Hornby.

## Utgåvor på svenska
- 2001 - ISBN 91-37-11888-9
- 2002 - ISBN 91-7951-112-0, talbok
- 2002 - ISBN 91-7643-891-0
- 2003 - ISBN 91-37-12254-1
- 2007 - ISBN 91-7953-534-8, ljudbok